# Jimmy Neutron
Jimmy Neutron (englisch The Adventures of Jimmy Neutron, Boy Genius) ist eine computeranimierte US-amerikanische Fernsehserie, die nach der gleichnamigen Hauptfigur benannt wurde. Die Serie entstand im Auftrag von Nickelodeon als Ableger des 2001 erschienenen Films Jimmy Neutron – Der mutige Erfinder.
Sie wurde im Juli des Jahres 2006 in den USA abgesetzt. In Deutschland wird sie in unregelmäßigen Abständen wiederholt.

## Hauptcharaktere
Jimmy Neutron
James Isaac Neutron, genannt Jimmy, und von seinem Vater Jimbo, ist ein hochintelligenter, elfjähriger Junge mit einem überproportional großen Kopf, der stets die erstaunlichsten Experimente und Erfindungen zustande bringt. Jedoch unterlaufen Jimmy bei der Entwicklung der von ihm erfundenen Geräte häufig schwerwiegende Fehler, die dazu führen, dass er gezwungen die dadurch entstandenen Bedrohungen abzuwenden und mehrmals seine Heimatstadt Retroville oder gar die Welt zu retten.
Dabei ist er sich seines hohen Intellekts nur zu sehr bewusst und ist nicht bescheiden. Im Allgemeinen ist er sehr rechtschaffen, freundlich und naiv, manchmal tritt er auch egozentrisch, verstockt sowie hitzig auf. In der Schule ist Jimmy nicht sehr beliebt, gilt teilweise als Langweiler bis man sich ängstlich an ihn wendet und um seine Hilfe bittet, und generell als recht ‚uncool‘. Auf den Spott und die Hänseleien seiner Mitschüler reagiert er oft emotional verletzt, kann aber auch ihr offensichtliches Desinteresse an seinen langen Vorträgen meistens nicht erkennen. Seiner Leidenschaft für die Wissenschaft wird auch in seinem übrigen Umfeld nur zu oft mit Unverständnis und Gleichgültigkeit entgegnet, was ihn einerseits oft frustriert, andererseits auch sein Ego nur weiter wachsen lässt, fühlt er sich doch in der Lage, alles und jeden als intellektuell unterlegen anzusehen, mit Ausnahme natürlich seiner großen Idole, allesamt bedeutende Männer (oder Frauen wie im Fall von Marie Curie) der Wissenschaft, denen er ehrliche Bewunderung entgegenbringt.
Er lässt sich leicht zu lauten Debatten hinreißen, ist von der Wirksamkeit und dem gesellschaftlichen Nutzen seiner Erfindungen stets überzeugt, rechthaberisch, neidisch, in den Künsten und im Sport minderbegabt, sieht sich als Anführer seiner Freundesgruppe, hat viele Feinde und ist trotz seiner Genialität ein ganz gewöhnlicher Junge mit einem harmonischen Familienleben.
Seine besten Freunde sind Karl Keucher, Max Estevez, beide weit weniger intelligent als er selbst und äußerst exzentrisch, aber zumeist sehr treu, und sein Roboterhund Robbie, den er selbst konstruiert hat. Diese unterstützen ihn bei seinen Rettungsaktionen und sonstigen Abenteuern, wenn auch nicht immer sehr erfolgreich. Jimmys Erzfeindin hingegen ist Cindy Vortex, eine Klassenkameradin, mit der er unablässig Streitigkeiten austrägt, zu jeder Zeit und bei jeder Gelegenheit. Ihre Streitereien sind beinahe legendär und fragt man einen Retroviller: „Sind die beiden immer so?“, wird man wohl die Antwort erhalten: „Ja, aber tief in ihrem Inneren hassen sie sich wirklich.“ („Das Ei-perium schlägt zurück.“) Doch im Laufe der Serie wird klar, dass die beiden sich insgeheim sehr mögen und sogar ineinander verliebt sind, jedoch bestreiten beide dies.
Frank und Judy Neutron
Jimmys Eltern heißen Frank (engl. Hugh) und Judy Neutron. Der etwas schrullige, aber liebenswerte Frank arbeitet im Werk eines Automobilkonzerns und hat ein leidenschaftliches Interesse an Enten und eine Vorliebe für Kuchen. Judy ist das handwerklich begabte Talent, die Herrin im Haus und bekannt für ihr köstliches Gebäck. Weiterhin ist Judy Neutron sehr hygienebewusst, beinahe besessen von Sauberkeit und intelligent. Frank Neutron hingegen wirkt naiv, verspielt und nicht allzu schlau, doch ist er sehr liebevoll und fürsorglich, wenn es um Jimmy geht. Seine Frau ist sich Franks geringerer Intelligenz durchaus bewusst, das Paar ist aber trotzdem sehr einträchtig.
Obwohl lange Zeit angenommen wurde, dass Jimmy seinen Intellekt von seiner Mutter geerbt hätte, stellte sich in der Episode Das Krabbel-Genie heraus, dass das Genie-Gen in Franks Familie liegt.
Robbie
Robbie (engl. Goddard), ist Jimmys selbstgebauter Roboterhund. Er besitzt unterschiedliche Fähigkeiten, wie etwa alle möglichen Situationen auf Video aufzunehmen und zu fliegen. Was immer gerade benötigt wird, er hat es dabei. Er soll laut Jimmys Aussage über 11 Millionen Kunststücke beherrschen. Wegen eines Programmierfehlers von Jimmy explodiert Robbie jedes Mal bei dem Befehl „Stell dich tot!“, setzt sich danach aber selbstständig wieder zusammen. Als Nahrung nimmt Robbie Aluminium-Dosen zu sich; er hinterlässt Schrauben-Häufchen, die Frank beseitigt.
Er agiert oftmals vernünftiger als sein Herrchen, genießt das gute Leben, wenn er es kann, und ist seinem Erfinder gegenüber der verlässlichste und langjährigste Freund. In der Folge Brobot in Not hat er sogar eine kurze Romanze mit einer außerirdischen Hündin namens Roxy, einem grünhäutigen, hundeartigen Weibchen mit drei lila Schwänzen.
Karl Keucher
Karlton Ulysses „Karl“ Keucher (engl. Carlton Ulysses „Carl“ Wheezer) ist ein eher unbeholfener und übergewichtiger Junge mit Asthma, der allerdings in einigen Episoden auch plötzlich sehr undankbar und machtbesessen werden kann. Er ist zehn Jahre alt, Jimmys offiziell bester Freund, bekannt dafür über einen Magen zu verfügen, der beinah alles in der Lage ist zu verdauen, pflegt Verhaltensweisen, die teilweise überhaupt nicht seinem chronologischen Alter entsprechen, wie etwa das Schreien nach seiner Mutter oder derjenigen Jimmys, wenn er sich in einer misslichen Lage befindet. Seine Leidenschaft sind Lamas, für die er alle seine Ängste überwinden kann. Wie alle Mitglieder seiner Familie ist er ein Hypochonder. Karl ist heimlich in Jimmys Mutter Judy Neutron verliebt und trägt meistens ein bearbeitetes Foto von sich und ihr bei sich. Es kommt zu einigen unabsichtlichen Versprechern seinerseits, die seine merkwürdige Zuneigung verraten, diese werden aber meist nur mit einem konsternierten Blick von Jimmys und Max’ Seite erwidert. Obwohl Karl sehr viele Allergien hat und sich vor allen möglichen Lebewesen und Objekten fürchtet, probiert Jimmy seine Erfindungen meistens an ihm aus.
Er liebt es zu singen, ohne sich der Tatsache bewusst zu sein, dass er keine Musikalität besitzt und seine Lieder im höchsten Grade enervierend sind.
In der Episode Die schwedische Brieffreundin findet Karl seine erste Freundin, Elke Elkberg, eine hellblonde Schönheit, sowie seinen ersten Kuss, auf die Beziehung wird aber nie wieder eingegangen und Karl kehrt zu seiner Schwärmerei für Jimmys Mutter zurück.
Max Estevez
Maximiliano „Max“ Guevara Estevez (engl. Ramón „Sheen“ Juarrera Estevez – eine Anspielung auf die Schauspieler Martin Sheen, Charlie Sheen und Emilio Estevez), genannt Max, ist mexikanischer Abstammung und ist neben Karl Jimmys bester Freund. Er ist zwölf Jahre alt und in derselben Klasse wie Jimmy und Karl, weil er zweimal jeweils ein Schuljahr wiederholen musste und als ‚Spinner‘ der Klasse gilt. Hyperaktiv, süßigkeitenabhängig, über eine enervierende Stimme verfügend, hält er sich für einen wirklichen männlichen ‚hombre‘ (Mann) und mit einer unerklärlichen Liebe für elektrische Schläge verehrt Max den Comicsuperhelden „Ultra-Lord“ bis zum bitteren Ende und besitzt alle Actionfiguren Ultra-Lords, jede Sonderedition, sogar eine mit falschem Sprachchip. Dank seiner enervierenden Art und seiner Tendenz alles zu ruinieren, wird er von seinen Freunden als Belastung wahrgenommen, ist aber im Grunde eine gutmütige Seele.
Aufgrund eines missglückten Experimentes von Jimmy in der Folge Jimmy ist verliebt ist Max in Libby verliebt, doch auch weit nach der Korrektur des Experiments stehen sich die beiden sehr nahe und sind, anfangs insgeheim, ineinander verliebt. Die Zuneigung zwischen den beiden ist jedoch ziemlich entspannt, natürlich und entwickelt sich problemlos, bis Libby schließlich in der Folge Der Auserwählte tatsächlich seine feste Freundin wird.
Max’ Mutter wird nie in der Serie gezeigt und es ist sehr wahrscheinlich, dass sie nicht mehr am Leben ist.
Cindy Vortex
Cynthia Aurora „Cindy“ Vortex stellt das Gegenstück zu Jimmy dar. Sie ist blond, überdurchschnittlich intelligent, athletisch, künstlerisch sehr begabt, laut, geldgierig, launisch, großsprecherisch, manchmal etwas versnobt und mit großen Erwartungen an sich selbst, für die sie auch andere behindert, um selber einen Vorteil zu erringen. Ein Blick in ihr rosarotes Schlafzimmer genügt allerdings, um zu ahnen, dass hinter dieser taffen Fassade auch ein sensibleres, ja, romantisches Mädchen verbirgt. Ihr Stolz und ihre Sturheit sind ihr oft hinderlich, wenn sie versucht sich anderen gegenüber zu öffnen; sie hasst es, eine Schwäche einzugestehen oder gar ihrem Erzfeind recht zu geben.
Jimmy ist ihr Lieblingsziel für Hänseleien und Streiche, und besonders am Anfang der Serie setzt sie ihm schwer zu. Ihr Hass auf ihn liegt in der Tatsache begründet, dass er ihr durch seinen Umzug in die Stadt den Ruf und Status als schlauestes Kind in Retroville gestohlen hat. Sie liebt es ihn zu sabotieren, ihm Namen wie ‚Blödtron‘ oder ‚Elefantenschädel‘ zu geben und auch den schönsten Moment noch in letzter Minute zu verderben. Spätestens ab der 2. Staffel wird es aber offensichtlich, dass ihre ganzen Spötteleien noch einen anderen Grund zu haben scheinen. Es kommt immer wieder zu kleinen, seltsamen Momenten zwischen den beiden, die durchblicken lassen, dass sie sich hinter dem ganzen Streit insgeheim sehr gernhaben – eine Tatsache, die nicht nur beide vollkommen bestreiten, aber mit der sich auch keiner von beiden auseinandersetzen möchte, obwohl es dreimal beinahe zum Kuss der beiden kommt und Cindy öfters starke Eifersucht zur Schau stellt, wann immer Jimmy Interesse an einem anderen Mädchen zeigt. Doch als die zwei in der Folge Schiffbrüchig auf einer einsamen Insel stranden, öffnen sie sich mehr als je zuvor, geben zu, dass ihre Streitereien eigentlich sinnlos sind, und Cindy äußert sogar eine gewisse Trauer, als beide gerettet werden. Obwohl nach dieser Episode die Streitigkeiten zwischen den beiden erneut beginnen und sich weiter fortsetzen, verändert sich Cindys Verhalten langsam und sie scheint sich mit ihren Gefühlen stetig abzufinden, quält Jimmy und seine Freunde nicht mehr ganz so stark wie zuvor. Sie versucht sogar (mit Erfolg) Jimmys Aufmerksamkeit zu erregen, durch andere Kleidung, Parfüm und Make-up und er gibt zu, dass sie ihn ‚ablenkt‘. In den letzten Folgen der Serie ist die Zuneigung zwischen den beiden, trotzdem keiner von ihnen etwas zuzugeben bereit ist, offensichtlich. Zweimal (unter extremen Umständen) will sie ihm sogar alles gestehen, fällt jedoch vorher in Ohnmacht oder verhilft Jimmy zu einem Einfall, der sie daraufhin unterbricht (jedoch einen Kuss auf die Wange gibt). In Opfer des Gehirnwurms schließlich, überrascht Jimmy sie am Ende, als er sie auf dem Nachhauseweg plötzlich bei den Händen nimmt und küsst.
Cindys beste Freundin ist Libby, mit der sie eine augenscheinlich tiefe Freundschaft verbindet. In der ersten Staffel, schwärmte sie noch ein wenig für den coolen Nick, was aber nicht lange anhält. Über ihre Familie ist nicht viel bekannt, doch ihre Mutter ist oft sehr anmaßend und versnobt, ihr Vater zeigt sich nicht oft an ihrer Seite.
Libby Folfax
Liberty Danielle „Libby“ Folfax ist die beste Freundin von Cindy Vortex und sehr an Mode, moderner Musik und Lifestyle interessiert. Sie kennt praktisch jedes Lied und jede Band, die es je gegeben hat. Aus der Folge Die Mumien-Beach-Party ging hervor, dass sie von einem ägyptischen Herrschergeschlecht abstammt. Sie ist in gewisser Weise das Gewissen von Cindy, wenn Cindy einmal wieder maßlos übertreibt und auch die einzige, die von ihren Gefühlen zu Jimmy weiß, obwohl sie diese Erkenntnis nach einem längeren Prozess erlangt hat. Trotz ihrer entspannten Art, kann sie auch recht furchterregend werden, wenn sie zu viel ‚Macht‘ erlangt. Anfangs verbringt sie nur aufgrund von Cindys Feindseligkeit gegenüber Jimmy Zeit mit den Jungs, später, als auch ihre Freundschaft zu Max tiefer wird, gehören sie und Cindy zu Jimmys ständigen Gefährten. Sie beginnt eine Beziehung mit Max und ist auch in ihn verliebt. Sie ist elf Jahre alt, wird aber in der Folge Sprung in die Zukunft zwölf.

## Nebencharaktere
König Goobot
König Goobot ist ein böser Außerirdischer und König der Yokianer. Er wirft ungebetene Gäste einem Hühner-Dämon namens Poultra zum Essen vor. Sein erster Minister ist sein etwas zurückgebliebener Bruder Ooblar.
Ooblar
Ooblar ist König Goobots Gehilfe. Er ist zudem auch ein jüngerer Bruder von Goobot. In der Folge Die Liga des Bösen erwähnt Goobot, dass er durch Schwefelbutter eingetauscht wurde.
Nick Dean
Nicholas „Nick“ Dean ist das coolste Kind an der Schule. In Wahrheit ist er aber sehr ängstlich; als er Poultra das erste Mal sieht, rennt er schreiend davon. Er fährt immer Skateboard und spielt manchmal den DJ. Alle Schülerinnen sind besessen von ihm, wie auch er selbst. Bevor sich Cindy in Jimmy verliebte, schwärmte sie für ihn.
Elizabeth „Betty“ Quinlan
Betty ist eine Mitschülerin von Jimmy und war anfangs seine große Liebe. Sie tritt stets sehr freundlich, mitfühlend und ehrlich auf. Sie ist zudem ein sehr liebenswertes Mädchen. Wenn Jimmy sie sah oder sie ihn nur ansprach, konnte er keinen klaren Gedanken mehr fassen und war wie weggetreten. Obwohl er kleiner ist als sie, schien sie doch ehrliche Gefühle für ihn zu besitzen, wenn auch nicht so tiefe, dass es sie betrübt hätte, als sie das Feld räumte. Denn nach einer heftigen Eifersuchtsattacke von Cindy, die seit Bettys erstem Erscheinen großen Groll gegen sie hegte, versprach sie ihr lächelnd, dass er ‚ihr gehöre‘.
Professor Finbarr Calamitous
Calamitous ist ein böser Wissenschaftler und, neben Goobot, Jimmys Erzfeind. Er ist bekannt dafür, dass er nie etwas fertig bekommt und deswegen Jimmy braucht, der Calamitous’ Arbeit vollenden soll. Er ist meistens in einem gewaltigen Kampfroboter zu sehen, da er zu schwach ist, um Gegner mit eigener Faust besiegen zu können. Er war nebenbei auch ein Schüler von Miss Foul. Zudem hat er eine erwachsene Tochter namens „Graziella Wunderschön“.
Justus Stritch
Justus Stritch ist der reichste Junge aus Retroville und selbst eigentlich kein Genie. Aber wegen seines Reichtums kann er jederzeit ein Forscherteam anheuern, das für ihn erfindet. Sein einziges Ziel ist es Jimmy bloßzustellen. Ironischerweise versteht sich Frank gut mit Justus’ Vater.
Miss Winfred Fowl
Miss Fowl ist Jimmys, Cindys, Karls, Max, Libbys, Nicks und Bettys Klassenlehrerin. Sie unterrichtet Jimmys Klasse mit Herz und mag alle ihre Schüler (bis auf Max), und Jimmy und Cindy sind ihre Lieblingsschüler. Sie ist einem Huhn nachempfunden und wird unabsichtlich von Jimmys Erfindungen häufig in Gefahr gebracht.
Direktor Willoughby
Direktor Willoughby ist der Direktor der Schule. Er ist energisch und enthusiastisch. Er hat eine Schwester namens Eunice, die in der Folge Jimmy neuer Job erwähnt wird.
Sam Melvick
Sam ist der Besitzer von Candy Bar. Er ist knurrig und cholerisch. Er spricht oft Sätze, die er mit Ja endet. Er hegt eine Beziehung zu Ms. Foul.
Jet Fusion
Jet Fusion ist ein Actionfilmstar und das einzige Idol von Jimmy, das kein Wissenschaftler ist. Er arbeitet insgeheim an einer Organisation für die Rettung der Welt und ist dort als „Agent X“ bekannt. Er geht zusammen mit Jimmy, Max und Karl gegen Professor Calamitous vor und entwickelt eine Hassliebe zu Calamitous' Tochter Graziella. Er konnte jedoch Calamitous zusammen mit Jimmy besiegen. Zum Leidwesen von Jet wird Graziella mit ihrem Vater abgeführt. In der Episode Wenn Spione heiraten wird Graziella jedoch freigelassen, die beiden werden ein Paar und heiraten schließlich.
Bolbi Stroganovsky
Bolbi ist ein Mitschüler von Jimmy und kommt im Laufe der Serie auf die Schule. Er scheint nicht wirklich klug zu sein und spricht häufig in der dritten Person von sich. Dank der Stimme von Karl wird er der neue Klassensprecher. In der Folge Macbath im All wird jedoch deutlich, dass sein unintelligentes Erscheinungsbild nur Fassade ist, da er in perfekter Grammatik und tiefer Stimme vorspricht. In der Trilogie Ein gefährliches Spiel wird er zufällig mit Jimmy, Karl, Max, Robbie, Libby und Cindy ins Weltall gesaugt. Er gehört zu den Lieblingsopfern vom Schulschläger Butch.
Butch
Butch ist der Schulschläger und sehr aggressiv. Er verprügelt meistens ohne Grund einige Schüler, darunter Karl, Bowlbee und Oleander.
Oleander
Oleander ist ein weiterer Mitschüler von Jimmy. Über ihn ist nahezu nichts bekannt, außer dass er hin und wieder von Butch verprügelt wird. Außerdem verteilt er Informationen und schuldet vielen noch Geld.
Britney
Britney ist eine Mitschülerin von Jimmy. Ihre besten Freunde sind Cindy und Libby. Sie hat blonde Haare, die mit zwei Zöpfen zueinander gebunden sind und eine Zahnspange.
Käpt'n Betty
Käpt'n Betty ist ein alter Fischer. Er ist häufig zu sehen, spielt aber in der Episode Das Seemonster eine große Rolle. Er kann seinen Arm abnehmen. Er hilft Jimmy, Max und Karl das Seeungeheuer zu finden. Nachdem sie es gefunden haben, wird er vom Seeungeheuer gefressen, später aber wieder ausgespuckt.
Grandma Taters
Grandma Taters ist eine ältere Frau, welches in Wahrheit ein Alien ist. Ihr einziges Ziel ist es, die Bürger von Retroville zu hypnotisieren, um aus ihnen glückliche Zombies zu verwandeln. Jimmy und Cindy konnten sie jedoch aufhalten.
Brobot
Brobot ist ein von Jimmy gebauter Roboter-Bruder. Brobot treibt ihn in den Wahnsinn, weswegen Jimmy zwei Roboter-Eltern baut. Brobot brauchte seine Hilfe, als seine Eltern vom Müllmann entführt wurden. Jimmy denkt, dass das ein Scherz von Brobot war, aber Brobot hatte recht. Brobot lenkte den Müllmann ab, damit Jimmy und seine Freunde seine Eltern befreien können.
VOX
VOX ist ein von Jimmy installierter Computer. Sie gibt ihm Informationen.
Mr. Estevez
Mr. Estevez ist Max’ Vater. Er kann gut Klimaanlagen reparieren. In der Episode Mein Vater, der Superheld ist er traurig, weil sein Sohn mehr Zeit mit Ultralord als mit ihm verbringt. Er bittet Jimmy um Hilfe, damit er auch ein Superheld sein kann. Er möchte seinen Sohn glücklich machen.
Mrs. Vortex
Mrs. Vortex ist Cindys Mutter. Ihr richtiger Name lautet Sascha Vortex. Sie wurde in Frankreich geboren und liebt französisches Essen. Sie ist mit den anderen Eltern von den Kindern gut befreundet.
Humprey
Humprey ist Cindys Hund. Laut Cindy, ist er der beste Hund.
Müllmann
Müllmann ist ein stinkiger Außerirdischer, der überall Müll auf der ganzen Galaxie sammelt. Er hat eine Hündin namens Roxy. Er entführte Brobots Eltern um aus ihnen Frisbees zu machen.

## Orte
Retroville
Schauplatz der Serie ist die fiktionale Stadt ‚Retroville‘, deren Name auf die Mehrheit der als eher dümmlichen dargestellten Einwohner anspielen mag. Aus verschiedenen Folgen, bei denen sich die Charaktere auf Weltreisen befinden, ging hervor, dass sich dieses Retroville in den USA befindet, genauer gesagt in Texas, wie es von Liebhabern der Show als allgemein gültig anerkannt wird. Obwohl es zahlreiche Beweise für diese Theorie gibt, lassen sich ebenso einige Instanzen während der Serie feststellen, an denen Zweifel auftreten. So sagt Karl in der Folge Invasion der Hosen, dass er einen Onkel habe, der in Texas wohnt. Jimmy Neutron selbst erklärt in einer weitaus späteren Folge (Der Hollywood-Betrug), dass sein Film unter anderem in Texas spiele, Retroville jedoch keinem der Handlungsorte gleiche.
Wichtige Orte in Retroville, die während der Show oft eine Rolle spielen sind die Lindbergh Schule, der Schulhof besagter Schule, der Vergnügungspark ‚Retroland‘, die ‚Candy Bar‘, der Park, Jimmys Haus und Nachbarschaft, sowie eine Halle in der Stadt, die der Bürgermeister nutzt, um öffentliche Diskussionen zu führen bzw. Ankündigungen zu machen.
Die Candy Bar
Dieses Etablissement, in rosa-roten und grünen Tönen gehalten mit einem riesigen Plasterlutscher auf dem Dach, welches von einem eher barschen Mann namens Sam geführt wird, ist der Anlaufpunkt Nummer eins für alle Kinder und Jugendlichen der Stadt. Wie es der Name bereits suggeriert, bietet die Candy Bar zahlreiche Sorten von Bonbons, Süßigkeiten und Eisbechern an, die von gutem Geschmack zu sein scheinen. Die Qualität dieser Speisen lässt allerdings etwas zu wünschen übrig: in der Episode Opfer des Gehirnwurms nämlich wird enthüllt, dass die Hälfte aller Schokoladenstreuseln in Wirklichkeit aus Ameisen besteht. Trotz solcher Kommentare und Hinweise erfreut sich die Candy Bar höchster Beliebtheit und wird immer wieder von den Hauptcharakteren besucht, wenn sie Verträge aushandeln, einen Anlass zum Feiern haben oder einfach mal eine Pause machen wollen.
Das Labor
Jimmys Labor ist unterirdisch und befindet sich unter seinem Clubhaus im Garten, einer kleinen Holzhütte. Es gibt mehrere Wege hinein, die in der Serie aufgezeigt werden; einer führt direkt von Jimmys Kinderzimmer dorthin, doch dieser wird nur einmal benutzt, ist er schließlich noch nicht ganz ausgereift. Die herkömmlichste Art und Weise sich Zutritt zu verschaffen, ist durch die Tür des Clubhauses, die von vielen von Jimmys Erfindungen geschützt wird („Wenn du das Sicherheitssystem überlebst, bring mir die Fernbedienung“ – Jimmy Neutron in Maternotron), unter anderem einem Anti-Mädchen-Alarm. Ein DNA-Scanner mit der Computerstimme VOX (die die künstliche Intelligenz von Jimmys Computer und Labor ist), der nur auf eine Probe von Jimmys Haaren reagiert, verschärft die Sicherheit zusätzlich. Jimmy selbst hält das Wissen um den Eintritt in sein Labor streng geheim, eingeweiht sind außer ihm allein seine beiden besten Freunde. Nicht einmal seine Eltern sind sich bewusst, was genau sich da unter ihrem Garten befindet.
Das Labor ist Jimmys Lieblingsort zu Hause. Er verbringt dort den Großteil seiner Freizeit, wenn nicht wegen Katastrophen oder des Scheitern eines Experiments oder einer Erfindung seine Heimatstadt oder gar die Welt gerettet werden muss. Am Anfang der Serie wurde Mädchen der Zutritt vehement verweigert, es sei denn, es war unbedingt nötig, doch diese strikte Regel wird von Jimmy im Laufe der Zeit schrittweise entschärft bzw. teilweise aufgehoben. In der Folge Die Liga des Bösen werden die Mädchen Libby und Cindy sogar vom Erfinder selbst eingeladen, jedoch unter der Bedingung, dass sie sich nicht hinter die gelb markierte Linie begeben.

## Produktion und Veröffentlichung
Die Serie wurde von 2002 bis 2004 von DNA Productions und O Entertainment unter der Regie von Keith Alcorn, Mike Gasaway und Kirby Atkins produziert. Die Musik komponierte Charlie Brissette. Die Erstausstrahlung erfolgte in drei Staffeln vom 20. Juli 2002 bis zum 25. November 2006 durch Nickelodeon in den USA. Die Pläne für eine vierte Staffel wurden verworfen, da DNA Productions im Jahr 2006 den Betrieb einstellte, O Entertainment bestand weiter, und produzierte 2010 den Ableger Planet Max.
Die erste Staffel wurde in Deutschland ab dem 9. November 2002 von Super RTL ausgestrahlt. Die anderen Staffeln folgten später bei Super RTL und Nick / Nickelodeon. Jimmy Neutron wurde unter anderem auch ins Japanische, Niederländische und Französische übersetzt.
Turbine Media bestätigte auf Facebook, dass man die Serie 2014 auf DVD veröffentlichen möchte. Die Serie erschien am 5. Dezember 2014 auf DVD.

## Synchronisation
| Rolle                        | Englischer Sprecher   | Deutscher Sprecher                                        |
| ---------------------------- | --------------------- | --------------------------------------------------------- |
| Jimmy Neutron                | Debi Derryberry       | Ilona Brokowski                                           |
| Cindy Vortex                 | Carolyn Lawrence      | Cathlen Gawlich                                           |
| Karl Keucher                 | Rob Paulsen           | Gerrit Schmidt-Foß                                        |
| Max Estevez                  | Jeff Garcia           | Wanja Gerick                                              |
| Libby Folfax                 | Crystal Scales        | Ranja Bonalana                                            |
| Frank Neutron                | Mark DeCarlo          | Detlef Bierstedt                                          |
| Judy Neutron                 | Megan Cavanagh        | Rita Engelmann                                            |
| Robbie Neutron               | Frank Welker          | Stefan Fredrich                                           |
| Sam Melvick                  | Billy West            | Friedrich Georg Beckhaus                                  |
| Miss Fowl                    | Andrea Martin         | Liane Rudolph                                             |
| Direktor Willoughby          | Rob Paulsen           | Klaus Jepsen (Staffel 1) Wilfried Herbst (Staffel 2–3)    |
| Justus Stritch               | Rob Paulsen           | David Turba                                               |
| Betty Quinlan                | Kath Soucie           |                                                           |
| Nick Dean                    | Candi Milo            | Sebastian Schulz                                          |
| Butch                        | Rob Paulsen           | Christian Gaul                                            |
| Bolbi                        | Phil LaMarr           | Andreas Fröhlich                                          |
| Professor Finbarr Calamitous | Tim Curry             | Norbert Gescher (Staffel 1) Eberhard Prüter (Staffel 2–3) |
| König Goobot                 | S. Scott Bullock      | Wolfgang Völz                                             |
| Ooblar                       | Paul Greenberg        | Stefan Krause                                             |
| Corky Shimatsu               | Billy West            | Klaus-Dieter Klebsch                                      |
| Commander Baker              | Michael Clarke Duncan | Tilo Schmitz                                              |
| Müllmann                     | Charlie Adler         | Axel Lutter                                               |
| Käpt'n Betty                 | Jim Cummings          | Jürgen Kluckert                                           |
| Mr. Estevez                  | Carlos Alazraqui      | Gerald Paradies                                           |
| Baby Eddie                   | Mark DeCarlo          | Lutz Riedel                                               |
| Grandma Taters               | Edie McClurg          | Christel Merian                                           |

## Fernsehfilme
Bisher wurden acht Fernsehfilme zur Serie produziert.
| Nr. | Deutscher Titel                                                   | Teile | Originaltitel                                    |
| --- | ----------------------------------------------------------------- | ----- | ------------------------------------------------ |
| 1   | Das Ei-perium schlägt zurück                                      | zwei  | The Egg-pire Strikes Back                        |
| 2   | Geheimagent James Neutron                                         | zwei  | Operation: Rescue Jet Fusion                     |
| 3   | Jimmy Neutron vs. Timmy Turner                                    | zwei  | The Jimmy Timmy Power Hour                       |
| 4   | Angriff der Twonkies                                              | zwei  | Attack of the Twonkies                           |
| 5   | Jimmy Neutron vs. Timmy Turner: Freitag, der Dreizehnte           | zwei  | The Jimmy Timmy Power Hour 2: When Nerds Collide |
| 6   | Jimmy Neutron vs. Timmy Turner: Ein hinreißend gelungener Schurke | zwei  | The Jimmy Timmy Power Hour 3: The Jerkinators    |
| 7   | Ein Gefährliches Spiel                                            | drei  | Win, Loose & Kaboom!                             |
| 8   | Die Liga des Bösen                                                | zwei  | The League of Villains                           |

## The Jimmy Timmy Power Hour – Jimmy Neutron vs. Timmy Turner
Das Serien-Crossover „The Jimmy Timmy Power Hour“ umfasst 3 Teile. In diesen Sonderfolgen geht es um Jimmy Neutron aus der Serie Jimmy Neutron und Timmy Turner aus der Serie Cosmo und Wanda – Wenn Elfen helfen.
→ Siehe Hauptartikel: Jimmy Neutron vs. Timmy Turner

## Auszeichnungen
Im Laufe der Jahre erhielt die Serie fünf Fernseh- und Zuschauerpreise:
| Jahr | Auszeichnung      | Preisträger/Episode                | Kategorie                  |
| ---- | ----------------- | ---------------------------------- | -------------------------- |
| 2004 | Annie Award       | Jeffrey Garcia als Stimme von Max  | in Halloween in Retroville |
| 2003 | BMI Cable Award   | Charlie Brissette und Brian Causey | --                         |
| 2004 | BMI Cable Award   | Charlie Brissette und Brian Causey | --                         |
| 2004 | Golden Reel Award | Geheimagent James Neutron          | Bester Sound               |
| 2005 | Golden Reel Award | N-Man und seine Freunde            | Bester Sound               |

Zudem wurde sie noch für sieben Preise nominiert:
| Jahr | Auszeichnung             | Nominierter/Episode                       | Kategorie                      |
| ---- | ------------------------ | ----------------------------------------- | ------------------------------ |
| 2004 | Annie Award              | Mike Gasaway in Geheimagent James Neutron | Beste Regie                    |
| 2004 | WGA Award                | Steven Banks in Geheimagent James Neutron | Beste Animation                |
| 2005 | Annie Award              | Keith Alcorn in Jimmy ist verliebt        | Beste Regie                    |
| 2005 | Annie Award              | Carolyn Lawrence als Cindy Vortex         | Beste Stimme in einer TV-Serie |
| 2006 | Annie Award              | Chris Painter in Sprung in die Zukunft    | Bestes Drehbuch                |
| 2006 | Nick Kids’ Choice Awards | --                                        | Lieblings-Cartoonserie         |
| 2007 | Kids’ Choice Awards      | --                                        | Lieblings-Cartoonserie         |

Nach dem Guinness-Buch der Rekorde war die Serie die zehnt-beliebteste des Jahres 2006.